# Like & Peace!
〈Like & Peace!〉(라이크 앤드 피스, 일본어: ライク・アンド・ピース 라이크 안도 피스[*])는 Dream5의 4번째 싱글이다. 2011년 7월 20일에 에이벡스 트랙스에서 발매됐다.

## 해설
- 타이틀곡 〈Like & Peace!〉는 TV 도쿄계 애니메이션 《다마고치!》의 여는 곡.
- 수록곡인 〈오픈세서미〉는 ‘열려라 참깨’라는 뜻이며, TV 도쿄계 《타케시의 일본 미카타!》의 7월 닫는 곡.
- 뮤직비디오에는 FISHBOY나 에이벡스 댄스마스터 수강생으로부터 선발된 ‘Dream5 댄서들’이 출연하고 있다. 이 MV 촬영의 모습은 7월 5일 방송한 닛폰 TV계열 《스타☆드래프트 회의》에서 받아들였다.

## 수록곡
CD
1. Like & Peace! [3:38]
  - 작사: Leonn / 작곡: y@suo ohtani / 편곡: 히비노 히로후미
2. 사랑의 대예언(恋の大予言) [2:42]
  - 작사: 아쿠 유 / 작곡: 이노우에 타다오 / 편곡: 모리오 타카시
3. 오픈 세서미(オープンセサミ) [3:54]
  - 작사: BOUNCEBACK / 작곡 · 편곡: 와타나베 토루
4. Like & Peace! 애니메이션 Ver.(Like & Peace! アニメVer.)
5. Like & Peace! (Instrumental)
6. 사랑의 대예언 (Instrumental)
7. 오픈 세서미 (Instrumental)

DVD
1. Like & Peace! (뮤직비디오)
2. Like & Peace! (안무 비디오)
3. 사랑의 대예언 (안무 비디오)
4. 오픈 세서미 (안무 비디오)
5. 즐거움이 덤으로 있는 영상(お楽しみおまけ映像)